# Parasphena kulalensis
Parasphena kulalensis är en insektsart som beskrevs av Kevan, D.K.M. 1956. Parasphena kulalensis ingår i släktet Parasphena och familjen Pyrgomorphidae. Inga underarter finns listade i Catalogue of Life.